# Halotan
Halotan (INN; též halothan, anglicky halothane) je uhlovodíkový halogenderivát používaný jako inhalační celkové anestetikum. Systematický název sloučeniny je 2-brom-2-chlor-1,1,1-trifluorethan, látka je známa i pod obchodním názvem Fluothane. Jedná se o jediné inhalační anestetikum, které obsahuje v molekule atom bromu; existuje řada jiných halogenovaných anestetik, která obsahují atomy chloru a fluoru (jako v případě halotanu), ale atom bromu postrádají. Halotan je bezbarvá, na světle nestabilní, kapalina příjemné, mentolo-peprmintové vůně (podobně jako Alpa). Dodává se v hnědých láhvích a obsahuje 0,01 % thymolu jakožto stabilizačního činidla. Halotan patří mezi základní léčiva obsažená v seznamu WHO. Používání halotanu ve vyspělých státech však bylo téměř úplně překonáno novějšími inhalačními anestetiky.

## Příbuzné látky
Halotan není chemicky ether. Pokusy najít méně metabolizovatelná anestetika vedly k objevu halogenovaných etherů, například enfluranu a isofluranu. Výskyt jaterních reakcí je u těchto látek nižší. O přesné úrovni hepatotoxicity enfluranu se polemizuje, byť je jen minimálně metabolizován. Isofluran není prakticky vůbec metabolizován a zprávy o poškození jater v souvislosti s touto látkou jsou velmi vzácné.

## Historie
Tento halogenovaný uhlovodík byl poprvé syntetizován C. W. Sucklingem z Imperial Chemical Industries (ICI) v roce 1951 a poprvé klinicky použit M. Johnstonem v Manchesteru v roce 1956. Halotan se stal populární jako nehořlavé celkové anestetikum nahrazující jiná inhalační anestetika, například diethylether a cyklopropan. Jeho používání jakožto anestetika bylo ukončeno během 80. a 90. let 20. století s rozmachem novějších anestetik. Stále se však používá ve veterinární chirurgii a v rozvojových zemích díky své nízké ceně.
Halotan byl od svého uvedení v roce 1956 do 80. let podán mnoha milionům dospělých a dětských pacientů po celém světě. Mezi jeho vlastnosti patří při vysokých hladinách kardiální útlum, senzibilizace srdce na katecholaminy (např. norepinefrin) a silná bronchiální relaxace. Nedráždí dýchací cesty a stal se proto vhodnou látkou pro pediatrickou anestezii. Vzhledem ke způsobovanému srdečnímu útlumu byl kontraindikován u pacientů se selháním srdce, se srdeční arytmií, a dále také při stavech vysokých hladin katecholaminů, například při feochromocytomu.
Opakovaná expozice halotanu u dospělých byla ve vzácných případech zmiňována jako příčina vážného poškození jater. Stalo se to v 1 případě z 10 000 expozic. Výsledný syndrom byl označen jako halotanová hepatitida a je patrně výsledkem metabolismu halotanu na kyselinu trifluoroctovou prostřednictvím oxidačních reakcí v játrech. Zhruba 20 % vdechovaného halotanu je metabolizováno v játrech a produkty se vylučují močí. Hepatitický syndrom má úmrtnost 30 až 70 %. Obavy z této hepatitidy vedly k dramatické redukci používání halotanu u dospělých. V 80. letech 20. století byl nahrazen enfluranem a isofluranem. V roce 2005 byly typickými prchavými anestetiky isofluran, sevofluran a desfluran. Protože riziko halotanové hepatitidy je u dětí podstatně nižší než u dospělých, používal se halotan v pediatrii i v 90. letech. Ovšem okolo roku 2000 byl zde z většiny nahrazen sevofluranem.

## Fyzikální vlastnosti
| Teplota varu:                     | 50,2 °C     | (101,325 kPa) |
| Hustota:                          | 1,868 g/cm³ | (20 °C)       |
| Molární hmotnost:                 | 197,4 g/mol |               |
| Tlak par:                         | 244 mmHg    | (20 °C)       |
|                                   | 288 mmHg    | (24 °C)       |
| MAC:                              | 0,75        | % obj.        |
| Rozdělovací koeficient krev/plyn: | 2,5         |               |
| Rozdělovací koeficient olej/plyn: | 224         |               |

## Syntéza
Komerční syntéza halotanu začíná trichlorethylenem, který reaguje s fluorovodíkem za přítomnosti chloridu antimonitého při 130 °C, přičemž vzniká 2-chlor-1,1,1-trifluorethan. Ten následně reaguje s bromem při 450 °C a vzniká halotan.